# Europejska Komisja Przeciwko Rasizmowi i Nietolerancji
Europejska Komisja Przeciwko Rasizmowi i Nietolerancji (ECRI) jest to instytucja Rady Europy. Komisja ta została powołana na Szczycie Wiedeńskim w 1993 r., a nowy statut otrzymała 14 czerwca 2002 r. (uchwała KM (2002) 8). Dzięki niemu uległa wzmocnieniu jej rola jako niezawisłego ciała monitorującego, specjalizującego się w kwestiach praw człowieka, zwalczania antysemityzmu, nietolerancji, rasizmu, dyskryminacji na tle rasowym, językowym, religijnym, etnicznym, etc. oraz ksenofobii. Komisja przygotowuje raporty, które przedstawiają bieżące problemy jak również sposoby ich rozwiązywania.